# Miconos
Micоnos, Micona, Micоno o Mykonos (en griego, Μύκονος, Mýkonos, AFI: [ˈmikonos]) es una pequeña isla de Grecia perteneciente a las Cícladas, localizada en aguas del mar Egeo, entre las islas de Tinos (al noroeste), Siros (al oeste), Paros (al sudoeste) y Naxos (al sur). Junto con Delos y otras islas menores conforma la unidad periférica de Micоnos, perteneciente a la periferia de Egeo Meridional. Tenía una población de 10.190 habitantes en 2011. La capital y principal ciudad de la isla se denomina también Micоnos, aunque localmente se la conoce como Jora (Χώρα).
Micоnos es una de las islas más turísticas del mar Egeo y de Grecia. Entre sus principales atractivos están las playas, la vida nocturna y el hecho de ser la isla más cercana a Delos, uno de los cuatro principales yacimientos arqueológicos de Grecia.

## Geografía física
La isla de Micоnos tiene una superficie de 85,5 km² y una altitud máxima de 364 m sobre el nivel del mar. A diferencia de otras islas del archipiélago cicládico, la orografía de Micоnos es muy suave, presentando sólo pequeñas colinas. Tiene un suelo mayoritariamente granítico y una importante escasez de agua que hace imprescindible su obtención mediante desalación.

## Historia
Según la mitología griega, en Micоnos estaban enterrados los gigantes vencidos por Heracles. También existía la tradición mítica de que Tetis enterró a Áyax el Menor en Micоnos cuando, después de la guerra de Troya, Atenea y Poseidón provocaron su muerte.
Los primeros asentamientos atestiguados de la isla se remontan al neolítico: los yacimientos arqueológicos de Fteliá y Mavri Spilia, que indican que la isla estuvo ocupada en el V milenio a. C. Los jonios se instalaron en Micоnos alrededor del siglo XI a. C. Dada su proximidad con Delos, densamente poblada en época clásica, se convirtió en una importante proveedora de alimentos. Durante las guerras médicas, Micоnos acogió al general persa Datis, de regreso de la batalla de Maratón. Formó parte de la Liga de Delos, en el seno de la cual pagaba un tributo de un talento y medio, más adelante reducido a uno, según atestiguan los registros de tributos a Atenas en los que aparece, entre los años 452/1 y 416/5 a. C. Es citada en el Periplo de Pseudo-Escilax donde se menciona que había dos ciudades.
Según relata el abad Augustin Calmet en su Traité sur les apparitions des esprits et sur les vampires ou les revenans de Hongrie, de Moravie, &c., el 1 de enero de 1701 fue exhumado, en presencia del cónsul francés Monsieur de Tournefort, un brucolaco en la isla de Míconos. Este ente llevaba semanas persiguiendo y molestando a la población local. No obstante, el mencionado Monsieur de Tournefort (que es el narrador de la historia recogida por el abad Calmet) se muestra visiblemente escéptico e incluso ironiza al respecto.
Fue una isla relativamente pobre hasta el auge del turismo en la década de 1950.
En 2015 Micоnos fue escogida como sede para la grabación de un nuevo reality show internacional  llamado Super Shore.

## Política
La unidad periférica de Micоnos se divide en dos municipios, Micоnos (que incluye Delos) y Ano Merá. Pertenece a la periferia de Egeo Meridional y a la administración descentralizada del Egeo.

## Patrimonio

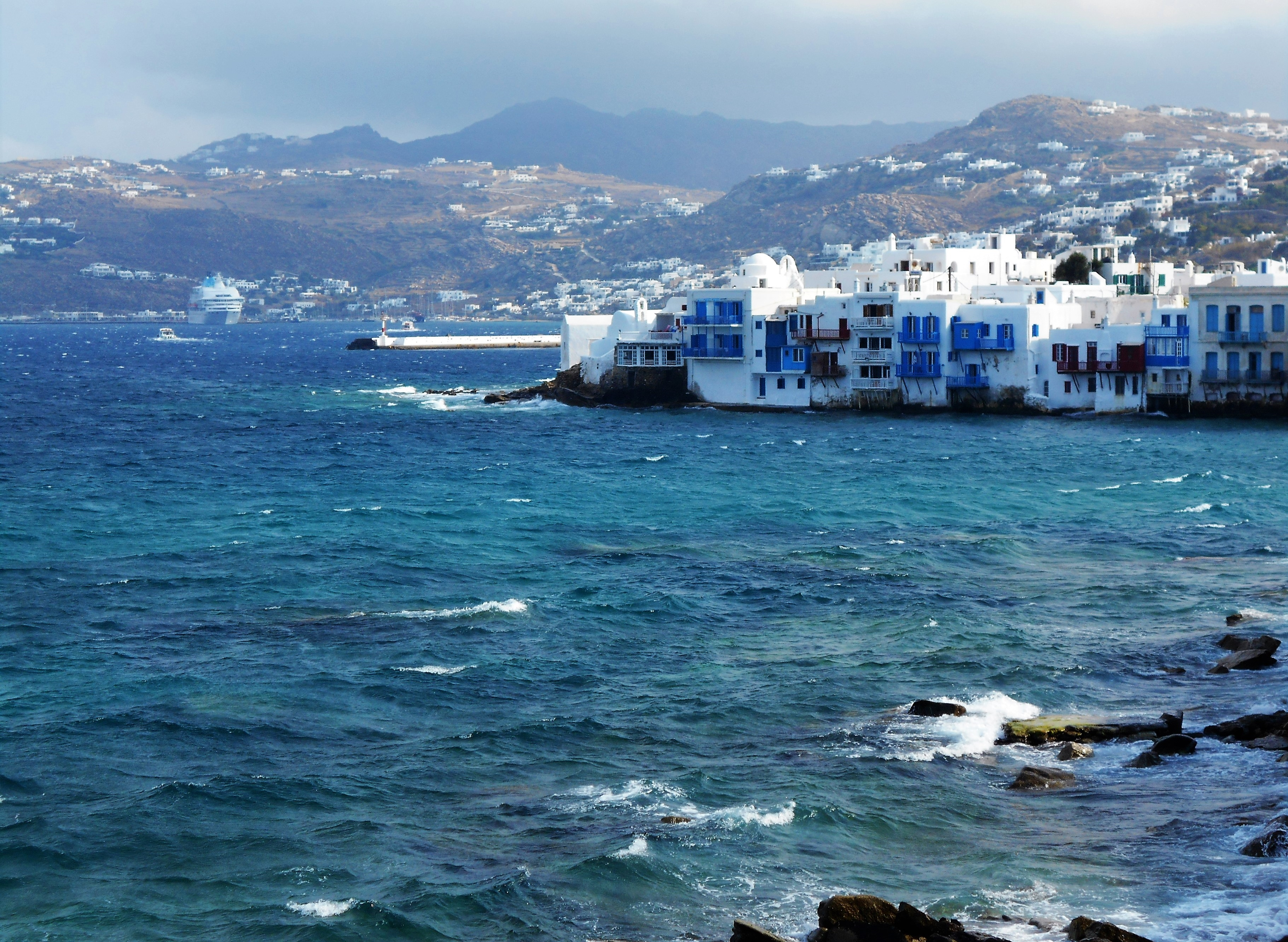
barrio Pequeña Venecia.

### Micоnos (Jora)
La ciudad de Micоnos es una pequeña población de casas cúbicas y encaladas ordenadas en torno a calles estrechas. A diferencia de otras localidades del Egeo, construidas en anfiteatro, Micоnos se extiende en una llanura.
- Pequeña Venecia: El barrio de Alefkándra recibe esta denominación popular por sus típicas casas con balcones y pórticos situadas a la orilla del mar. En una plaza situada al sur del barrio se encuentran la catedral ortodoxa y la iglesia católica de la Virgen del Rosario, en cuya fachada se conserva el escudo de la familia Ghisi.[5]
- Barrio del Castillo (Κάστρο): Pequeña elevación en la que se extiende un conjunto de casas medievales conformando una especie de muralla. En su interior se halla el conjunto de iglesias de Paraportianí, monumento nacional.[4]

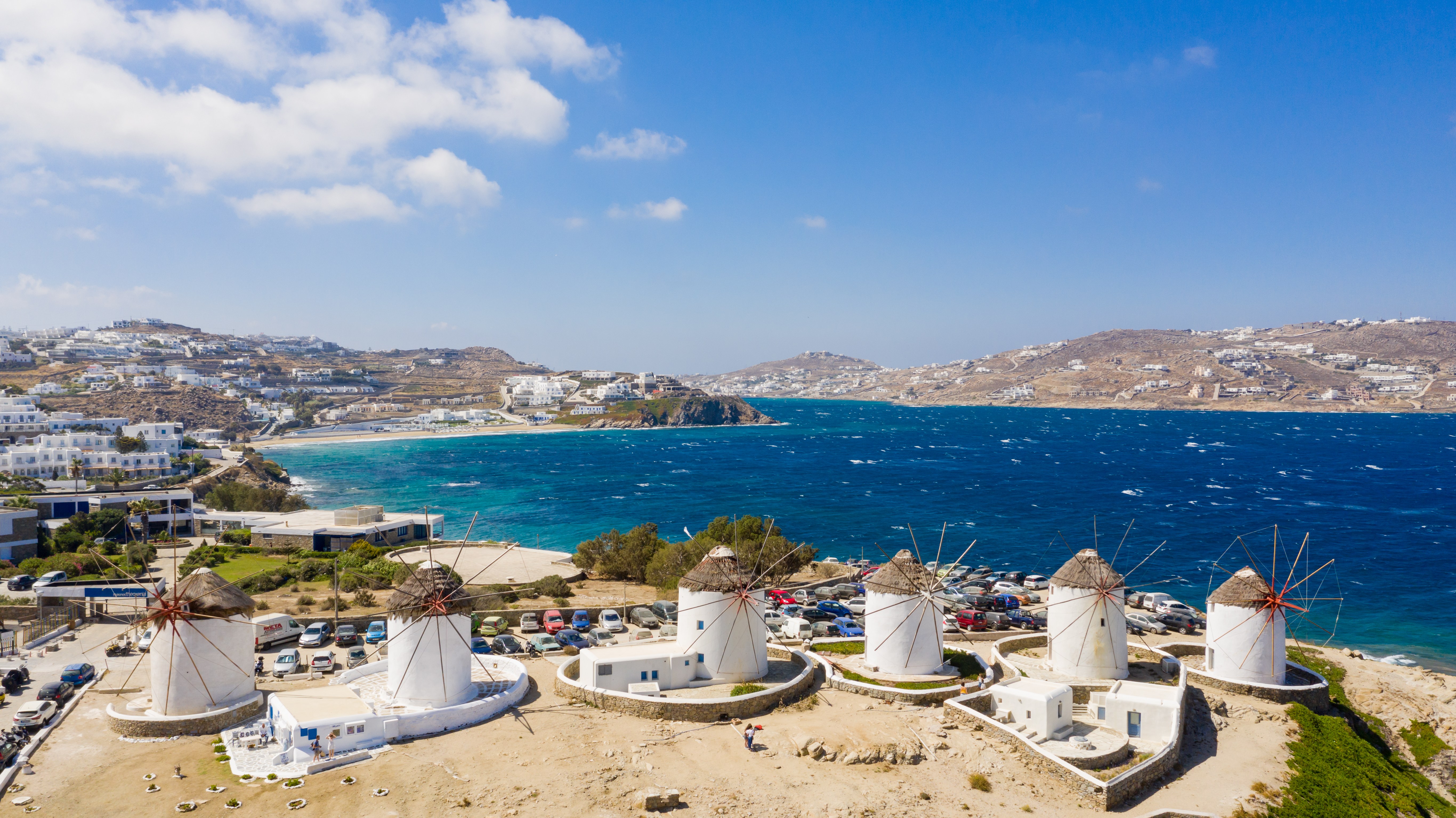
Molinos de viento en Miconos.

- Molinos de viento (Ανεμόμυλοι): Conforman la imagen más característica de la parte alta de Micоnos.[4] Se sitúan en dos grupos: al sur del barrio de Alefkándra se alinean los cinco Molinos de Abajo (Κάτω Μύλοι) y al este del paso Matiogianni se sube hasta los Molinos de Arriba (Άνω Μύλοι), de los cuales el de Bónis es visitable.[5]
- Casa de Lena: Situada junto al Museo Naval del Egeo, constituye un ejemplo prototípico de vivienda elegante del siglo XIX, con mobiliario y objetos decorativos.[5]

### Ano Merá
Ano Merá es la localidad más importante de la isla después de Jora. En ella destaca el Monasterio de Panagía Turlianá, que alberga una talla de madera de dicha Virgen, así como valiosos utensilios religiosos. Destacan su campanario y la fuente de mármol ubicada en el patio. Algo al norte se conservan las ruinas de Paleokastro (Παλαιοκάστρο), una antigua fortaleza veneciana del siglo XIV.

## Cultura

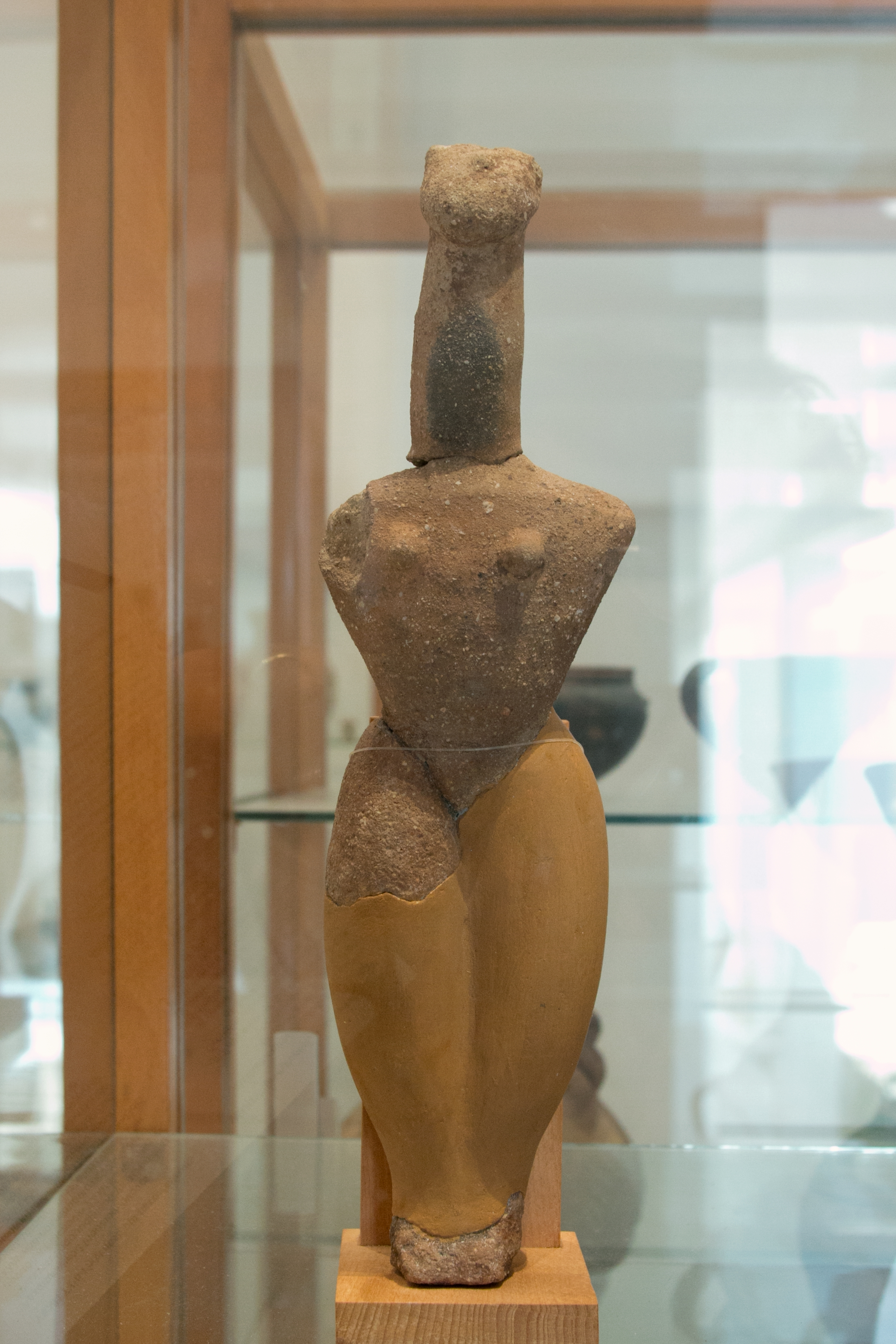
Figura encontrada en el asentamiento neolítico de Fteliá, expuesta en el Museo Arqueológico de Micоnos.

- Museo Arqueológico de Miconos (Αρχαιολογικό μουσείο): Se ubica en la capital, al norte del puerto. Reúne objetos encontrados en las excavaciones realizadas en las islas de Rinía y Micоnos: esculturas, vasijas, imágenes, etc.[4] En la sala principal se exhibe un gran pithos, del siglo VII a. C., decorado con relieves que representan el caballo de Troya y la caída de la ciudad, así como una colección de vasos cicládicos.[5]
- Museo folclórico: Se ubica en la capital, en la que fue la casa del capitán Maloukhos, construida en el siglo XVII.[5] Reúne colecciones de muebles, imágenes, esculturas y órganos musicales populares.[4]
- Museo naval del Egeo: Se encuentra en la capital, cerca de la plaza Pigadia. En él se expone una colección de objetos que documentan la navegación en el mar Egeo: maquetas de barcos, cartas náuticas, monedas y otros objetos de interés histórico.[5]

## Economía
Antes de la llegada del turismo a la isla, sus principales actividades económicas estaban relacionadas con la agricultura y la pesca. El crecimiento del turismo fue enorme en el último tercio del siglo XX: se pasó de unos registros de 5000 turistas anuales en 1961 a unos 260 000 en 1991. Este crecimiento provocó un impacto en el medio ambiente de la isla que ha afectado principalmente a la contaminación de las aguas y del suelo. La contaminación acústica y atmosférica, así como la necesidad de protección de la flora y de la fauna, también son problemas que surgieron debido al auge de la industria turística.